# Pumping lemma per i linguaggi regolari
Nella teoria dei linguaggi formali il pumping lemma per i linguaggi regolari è una condizione necessaria affinché un linguaggio sia regolare. Viene utilizzato per dimostrare che un linguaggio appartiene ad una classe di linguaggi formali differente da quella generata da grammatiche formali di Tipo 3.

## Definizione formale
Sia {\displaystyle {\mathcal {A}}=\left\langle \Sigma ,Q,\delta ,s_{0},F\right\rangle } un automa a stati finiti tale che {\displaystyle |Q|=n}, sia {\displaystyle L(A)} il linguaggio riconosciuto dall'automa e sia {\displaystyle z\in L(A)} tale che {\displaystyle |z|\geq n},
È quindi possibile scrivere {\displaystyle z=uvw} con {\displaystyle |uv|\leq n} e {\displaystyle v\neq \varepsilon } e quindi {\displaystyle uv^{*}w\in L(A)}.

## Dimostrazione
Sia {\displaystyle z=x_{1}x_{2}\cdots x_{k}\in L(A)}. Poiché {\displaystyle |z|\geq n} per accettare la stringa z l'automa deve assumere {\displaystyle n+1} stati (compreso quello iniziale), ma poiché l'automa possiede esattamente n stati distinti, per il principio dei cassetti, uno degli stati {\displaystyle \left\{q_{z}0,q_{z}1,q_{z}2,\cdots ,q_{z}k\right\}} (dove {\displaystyle q_{z}k} è lo stato finale in cui la parola viene riconosciuta) deve comparire almeno due volte.
Si supponga che {\displaystyle q_{z}i=q_{z}j}, ovvero i due stati coincidano nell'insieme Q e sia v la sottostringa di z tale che {\displaystyle {\hat {\delta }}(q_{z}i,v)=q_{z}j}.
Poiché {\displaystyle z\in L(A)} e {\displaystyle z=uvw}, si ha che tutte le stringhe della forma {\displaystyle uv^{k}w} con {\displaystyle k\geq 0} saranno riconosciute dall'automa, ovvero {\displaystyle uv^{k}w\in L(A)}.